# Mignano Monte Lungo
Mignano Monte Lungo je italská obec v provincii Caserta v Kampánii. Nachází se asi 47,5 kilometru od Caserta. Hraničí s provincii Frosinone a Isernia. Má přibližně 3 000 obyvatel a rozlohu 53,1 km². Je součástí Comunità Montana Monte Santa Croce.

## Doprava
Obcí prochází dálnice A1 z Milána do Neapole. Železniční stanice Mignano Monte Lungo leží na trase Řím–Cassino–Neapol.

## Osobnosti
- Michelina De Cesare (1841-1868)